# Catequesis
En la religión católica, se denomina catequesis (del griego κατηχισμός, de κατηχεῖν,'instruir') a la tradición del depósito de la fe a los nuevos miembros que se inician en la Iglesia católica y su posterior instrucción. Se encuentra en el origen mismo del cristianismo, completando el anuncio transmitido, en primer lugar, por el  kerigma.
La catequesis es una de las formas de servicio a la Palabra de Dios y se inscribe dentro del ministerio profético. Es una acción eclesial destinada a los miembros de la comunidad cristiana que han recibido el anuncio de fe (también llamado primer anuncio o kerigma) y lo han aceptado en sus vidas. Como acción educativa, busca instruir a los discípulos, acompañándolos en el camino de maduración de su fe. La finalidad de toda acción catequística es que cada cristiano pueda encontrarse con la persona de Jesucristo y hacer confesión de su fe trinitaria.

## La catequesis dentro del proceso evangelizador
Se entiende a la evangelización como la acción destinada a dar a conocer el mensaje de Jesucristo, contenido en los Evangelios y resguardado por la misma comunidad eclesial, invitando a hombres y mujeres a adherirse a la fe, sumarse a la comunidad cristiana y comprometerse en la edificación de la sociedad.
"Vayan, y hagan que todos los pueblos sean mis discípulos, bautizándolos en el nombre del Padre y del Hijo y del Espíritu Santo, y enseñándoles a cumplir todo lo que yo les he mandado. Y yo estaré siempre con ustedes hasta el fin del mundo".
Dentro de este proceso, la catequesis viene a continuación del kerigma o primer anuncio. El kerigma tiene por misión suscitar en los hombres la fe en Jesucristo. Si la respuesta a esa llamada es positiva, la comunidad eclesial ofrece a converso un espacio de crecimiento y maduración en la fe. Por esta razón, se dice que la catequesis es una acción educativa destinada al interior de la Iglesia que busca fortalecer la fe de sus miembros.
"El primer anuncio se dirige a los no creyentes y a los que, de hecho, viven en la indiferencia religiosa. Asume a la función de anunciar el evangelio y llamar a la conversión. La catequesis, “distinta del primer anuncio del Evangelio”, promueve y hace madurar esta conversión inicial, educando en la fe al convertido e incorporándolo a la comunidad cristiana. La relación entre ambas formas del ministerio de la Palabra es, por tanto, una relación de distinción en la complementariedad".
Por medio del Bautismo, los creyentes ingresan en la vida de la Iglesia católica. La fe recibida es fortalecida con la acción catequística preparando al discípulo para desplegar en el mundo (sus ambientes cotidianos: hogar, barrio, trabajo, sector) su labor apostólica: convocar a otros a sumarse a la vida de la comunidad cristiana.

## La catequesis es un proceso formativo
Atendiendo a que la finalidad de la catequesis sea que todo hombre y mujer puedan experimentar la presencia de Dios en sus vidas, especialmente en la lectura y reflexión de la Biblia, la celebración de los Sacramentos (de manera particular la Eucaristía) y la participación en la vida fraterno/comunitaria, la catequesis no se circunscribe a un momento en la vida del creyente, al contrario, busca acompañarlo a lo largo de la vida en las distintas situaciones vitales que cada persona deba afrontar.
"Las situaciones históricas y las aspiraciones auténticamente humanas forman parte indispensable del contenido de la catequesis".
Por tal motivo ha de entenderse a la catequesis como un proceso que dura toda la vida. En palabras de San Juan Pablo II: 
"La catequesis es un proceso de formación en la fe, la esperanza y la caridad que informa la mente y toca el corazón, llevando a la persona a abrazar a Cristo de modo pleno y completo. Introduce más plenamente al creyente en la experiencia de la vida cristiana que incluye la celebración litúrgica del misterio de la redención y el servicio cristiano a los otros".
La catequesis, como ministerio profético, asiste al creyente en diversos momentos de su vida: tanto en la Iniciación a la Vida cristiana como en tiempo dedicados a profundizar la fe dando respuesta a interrogantes vitales propios de cada momento de la existencia:
"La catequesis es un camino de crecimiento y maduración en la fe en un contexto comunitario-eclesial que da sentido a la vida. En efecto, por medio de la catequesis todos los hombres pueden captar el plan de Dios Padre -centrado en la Persona de Jesucristo- en su propia vida cotidiana. Además pueden descubrir el significado último de la existencia y de la historia".

## En la historia

### Cristo catequista
La predicación de Jesús, su estilo pedagógico, es modelo de toda catequesis. La enseñanza de Jesús va acompañada por sus acciones: cada una de sus palabras encuentra resonancia en su vida. Vive profundamente lo que enseña. Este aspecto otorga autoridad a su enseñanza, que tiene sabor a "buena nueva". 
Jesús enseña de modo original, con ejemplos sencillos tomados de la vida cotidiana introduce a sus oyentes en los misterios del Reino de los Cielos, especialmente, por medio de las parábolas.
Pero su enseñanza no tiende, exclusivamente, a esclarecer estos misterio, sino de llamar a la conversión: invita a asumir un nuevo estilo de vida, sintetizado en el Sermón de la Montaña (las Bienaventuranzas - Mt 5, 1-12) y en el mandamiento del amor: "Ámense los unos a los otros como yo mismo los amé" (Jn 13, 34).

Al respecto, decía san Juan Pablo II:
"...la majestad de Cristo que enseña, la coherencia y la fuerza persuasiva únicas de su enseñanza, no se explican sino porque sus palabras, sus parábolas y razonamientos no pueden separarse nunca de su vida y de su mismo ser. En este sentido, la vida entera de Cristo fue una continua enseñanza: su silencio, sus milagros, sus gestos, su oración, su amor al hombre, su predilección por los pequeños y los pobres, la aceptación del sacrificio total en la cruz por la salvación del mundo, su resurrección son la actuación de su palabra y el cumplimiento de la revelación".

### Tiempo del Catecumenado
Este tiempo es reconocido en la Iglesia católica como paradigma de toda catequesis. Su principal objetivo era el de introducir a los adultos en la vida cristiana a través de cuatro etapas:

### Pre-catecumenado
Una primera etapa que se enraizaba en la tradición del kerigma apostólico, con una primera instrucción a paganos que desconocían casi por completo la doctrinas de la fe y de la vida cristiana, que concluía con la admisión al catecumenado. Básicamente, el kerigma comprende el anuncio de la persona de Jesucristo, muerto y resucitado para la salvación de los hombres y la invitación de aceptarlo como Salvador.

### Catecumenado
Durante la segunda etapa, los catecúmenos comenzaban a formarse en escuelas catequéticas, como la de Alejandría (dirigida en el siglo III por Orígenes). Además, asistían a la primera parte de la Misa, donde, con frecuencia, los obispos solían dirigirse a ellos en sus homilías; pero no podían asistir a la celebración de la Eucaristía. Este período de instrucción solía durar tres años, y se llamaba catecumenado.

### Tradición de la Fe
La siguiente etapa era una preparación inmediata al bautismo, donde los candidatos, en presencia del obispo y los presbíteros, eran presentados ante la comunidad por sus padrinos. El obispo entonces pronunciaba una homilía conocida como Procatequesis, dando comienzo al período instrucción previa al bautismo, que se extendía durante todo el tiempo de Cuaresma. Concluía en la cuarta semana de Cuaresma con la Traditio-Symboli, o comunicación oficial del Símbolo de la fe por parte del obispo a los catecúmenos. Entonces tenía comienzo la catequesis propiamente dicha, que tenía un doble aspecto: formación en la doctrina, y formación espiritual, de ruptura con las costumbres paganas. Este tercer período del catecumenado concluía con el bautismo de los catecúmenos.

### Mistagogia
La última etapa era la llamada catequesis mistagógica, que recibían los recién bautizados por parte del Obispo, durante la primera semana de la Pascua. Era una explicación a la que solo tenían acceso los ya bautizados, acerca de los sacramentos y sus figuras bíblicas y el sentido de los ritos. Es la profundización en el mensaje evangélico para educar la Fe.

## En la actualidad
En la actualidad las catequesis se dividen en los diferentes objetivos que pretenden conseguir. Así pues, existen las catequesis de comunión, confirmación, y matrimonio, que preparan para estos sacramentos. Además, actualmente se están recuperando las catequesis de adultos como una nueva forma de catecumenado post-bautismal.

## Tareas de la catequesis
Según el Directorio General para la Catequesis, publicado por la Congregación para el Clero, en el año 1997, para alcanzar la finalidad de la acción catequística que, se recuerda, es el encuentro con la persona de Jesucristo y la confesión de la fe, se han de llevar adelante misceláneas tareas que posibilitarán la formación y maduración de la fe.
La fe cristiana exige ser conocida, celebrada, vivida, orada, compartida y anunciada. Estas seis acciones definen las tareas fundamentales y las relevantes de la catequesis.
Las tareas fundamentales son: 
1. Propiciar el conocimiento de la fe: el Símbolo de la Fe, es decir, el Credo, como síntesis de la doctrina cristiana.
2. Educar para las celebraciones litúrgicas: preparar al discípulo para la celebración consciente, activa y fructuosa en la Eucaristía y los demás sacramentos.
3. Formar en la vida moral: asumir el estilo de vida de Jesús, expresado en los Mandamientos de la ley de Dios y las Bienaventuranzas.
4. Enseñar a orar: educar para la interioridad, en el diálogo sincero con Dios.

Las tareas relevantes son:
1. Iniciar en la vida comunitaria: preparar para la integración en la comunidad, asumiendo los valores necesarios para vivir la comunión.
2. Iniciar en la acción misionera: animar al discípulo a desarrollar una actividad apostólica que le permita testimoniar su fe.

## Las dimensiones de la catequesis
1. Dimensión personal: tiene en cuenta las opciones personales; propicia el encuentro personal de cada catequizando con Jesucristo. “Ora en secreto a tu Padre que está allí, a solas contigo” (Mt 6, 6).
2. Dimensión comunitaria: todo encuentro catequístico tiende a fortalecer la vida de la pequeña comunidad: abrir al diálogo, fortalecer vínculos. "Cuando Jesús cumplió los doce años, subió con ellos a la fiesta" (Lc 2, 41-47).
3. Dimensión social: prepara para la actuación del cristiano en el mundo, no como mero espectador, sino como partícipe necesario en la transformación del mundo,
4. Dimensión cristocéntrica: Jesucristo es el centro de toda catequesis. Esta dimensión recuerda que la Palabra de Dios, que es Jesucristo, es el contenido esencial de toda acción catequística. “Yo soy el Camino, y la Vida” (Jn 14, 6).
5. Carácter dinámico: sigue la Pedagogía de Dios, que sabe esperar el momento oportuno.
6. Dimensión liberadora: alienta el compromiso con la sociedad concientizando sobre las prácticas que buscan la verdadera liberación del pecado. “Tampoco te condeno. Vete en paz” (Jn 8, 1-11)
7. Dimensión existencial e histórica: tiene en cuenta las aspiraciones más profundas del ser humano; su punto de partida es la vida de la comunidad.

«Las situaciones históricas y las aspiraciones auténticamente humanas forman parte indispensable del contenido de la catequesis; deben ser interpretadas seriamente, dentro de su contexto actual, a la luz de las experiencias vivenciales del Pueblo de Israel, de Cristo, y de la comunidad eclesial, en la cual el Espíritu de Cristo resucitado vive y opera continuamente».

## El concepto de catequesis en el Magisterio de la Iglesia
Directorio de Catequesis de la Conferencia Episcopal Argentina (1969)
Mediante  la  catequesis,  la  Iglesia  se  propone  la  educación  de  la  fe  de  quienes  han aceptado  el  Evangelio,  y  capacita  al  creyente  a  vivir  su  vida  cristiana:  formándolo  en  su relación  con  Dios,  con  los  hombres  y  con  la  creación;  iniciándolo  en  la  vida  litúrgica,  que actualiza  el  Misterio  Pascual;  llevándolo  a  un  conocimiento  sistemático  de  la  economía  de  la Salvación.  
CEA.- Directorio de Catequesis (1967), 19.-
San Juan Pablo II, Exhortación Apostólica Catechesi Tradendae (1979)
Globalmente se puede considerar aquí la catequesis en cuanto educación de la fe de los niños, de los jóvenes y adultos, que comprende especialmente una enseñanza de la doctrina cristiana dada generalmente de modo orgánico y sistemático con miras a iniciarlos en la plenitud de la vida cristiana (CT 18). Juan Pablo II.- Catechesi Tradendae (1978), 18.-